# Каррізо-Спрінгс (Техас)
Каррізо-Спрінгс (англ. Carrizo Springs) — місто (англ. city) в США, в окрузі Дімміт штату Техас. Населення — 4892 особи (2020).

## Географія
Каррізо-Спрінгс розташоване за координатами 28°31′33″ пн. ш. 99°51′33″ зх. д. / 28.52583° пн. ш. 99.85917° зх. д. (28.525843, -99.859255).  За даними Бюро перепису населення США в 2010 році місто мало площу 8,03 км², з яких 8,00 км² — суходіл та 0,03 км² — водойми.

## Демографія
Згідно з переписом 2010 року, у місті мешкало 5368 осіб у 1801 домогосподарстві у складі 1371 родини. Густота населення становила 668 осіб/км².  Було 2102 помешкання (262/км²).
Расовий склад населення:
| - 87,0 % — білих - 1,3 % — чорних або афроамериканців - 0,7 % — азіатів - 0,4 % — корінних американців - 8,8 % — осіб інших рас |

До двох чи більше рас належало 1,8 %. Частка іспаномовних становила 89,6 % від усіх жителів.
За віковим діапазоном населення розподілялося таким чином: 31,9 % — особи молодші 18 років, 54,4 % — особи у віці 18—64 років, 13,7 % — особи у віці 65 років та старші. Медіана віку мешканця становила 33,5 року. На 100 осіб жіночої статі у місті припадало 89,5 чоловіків;  на 100 жінок у віці від 18 років та старших — 86,5 чоловіків також старших 18 років.
Середній дохід на одне домашнє господарство  становив 60 505 доларів США (медіана — 38 125), а середній дохід на одну сім'ю — 53 983 долари (медіана — 41 763). Медіана доходів становила 54 917 доларів для чоловіків та 20 797 доларів для жінок. За межею бідності перебувало 15,0 % осіб, у тому числі 16,7 % дітей у віці до 18 років та 23,1 % осіб у віці 65 років та старших.
Цивільне працевлаштоване населення становило 2347 осіб. Основні галузі зайнятості: сільське господарство, лісництво, риболовля — 24,9 %, роздрібна торгівля — 21,4 %, освіта, охорона здоров'я та соціальна допомога — 14,1 %, мистецтво, розваги та відпочинок — 14,0 %.